# قرطاول
قرطاول (به ترکی آذربایجانی: qərtavol) یکی از روستاهای استان آذربایجان شرقی است که در بخش مرکزی شهرستان مراغه واقع شده‌است. قرطاول یکی از زیبا ترین روستاهای شهرستان مراغه است. جمیعت این روستا  تقریبا حدود4000 نفر است اکثر اهالی روستا مشغول کشاورزی و دامداری هستند اکثر محصولات کشاورزی این روستا شامل:سیب،گردو،آلوچه،زردآلو،انواع هلو و شلیل،انگورو... است. محصولات کشاورزی این روستا به دلیل ارگانیک بودن از محبوبیت بالایی در کشور برخوردار است که سالانه میوه فروشان شهرستان مراغه از محصولات کشاورزی این روستا استقبال میکنند.لازم به ذکر است در سال‌های اخیر اکثر زمین‌های زراعی تبدیل به باغ شده اند و در حال حاضر حدود نود درصد ساکنین این منطقه به باغداری اشتغال دارند.